# Seznam nejlidnatějších obcí v Česku bez statusu města
Tento seznam obsahuje obce v České republice s největším počtem obyvatel, které nemají status města. Zákonnou podmínkou pro jmenování obce městem (nejde-li o obnovení dřívějšího statusu) je minimálně 3000 obyvatel (viz Město#Podmínky pro jmenování obce v Česku městem).

## Seznam
Následující seznam uvádí nejlidnatější obce, které nejsou městy. Stav k 1. lednu 2025.
| Pořadí | Obec                           | Počet obyvatel | Okres                  | Poznámka                        |
| ------ | ------------------------------ | -------------- | ---------------------- | ------------------------------- |
| 1.     | Horoměřice                     | 5 496          | okres Praha-západ      |                                 |
| 2.     | Dolní Lutyně                   | 5 326          | okres Karviná          |                                 |
| 3.     | Bystřice                       | 5 260          | okres Frýdek-Místek    |                                 |
| 4.     | Kamenice                       | 5 187          | okres Praha-východ     | obec s pověřeným obecním úřadem |
| 5.     | Ludgeřovice                    | 4 989          | okres Opava            |                                 |
| 6.     | Petrovice u Karviné            | 4 971          | okres Karviná          |                                 |
| 7.     | Těrlicko                       | 4 877          | okres Karviná          |                                 |
| 8.     | Dolní Břežany                  | 4 735          | okres Praha-západ      |                                 |
| 9.     | Vejprnice                      | 4 617          | okres Plzeň-sever      |                                 |
| 10.    | Bolatice                       | 4 530          | okres Opava            |                                 |
| 11.    | Dětmarovice                    | 4 511          | okres Karviná          |                                 |
| 12.    | Vendryně                       | 4 507          | okres Frýdek-Místek    |                                 |
| 13.    | Nehvizdy                       | 4 404          | okres Praha-východ     | městys                          |
| 14.    | Horní Suchá                    | 4 320          | okres Karviná          |                                 |
| 15.    | Psáry                          | 4 254          | okres Praha-západ      |                                 |
| 16.    | Hlubočky                       | 4 207          | okres Olomouc          | obec s pověřeným obecním úřadem |
| 17.    | Šestajovice                    | 4 199          | okres Praha-východ     |                                 |
| 18.    | Zdiby                          | 4 097          | okres Praha-východ     |                                 |
| 19.    | Baška                          | 4 032          | okres Frýdek-Místek    |                                 |
| 20.    | Ratíškovice                    | 3 955          | okres Hodonín          |                                 |
| 21.    | Návsí                          | 3 880          | okres Frýdek-Místek    |                                 |
| 22.    | Albrechtice                    | 3 808          | okres Karviná          |                                 |
| 23.    | Mutěnice                       | 3 735          | okres Hodonín          |                                 |
| 24.    | Bílovice nad Svitavou          | 3 725          | okres Brno-venkov      |                                 |
| 25.    | Mosty u Jablunkova             | 3 649          | okres Frýdek-Místek    |                                 |
| 26.    | Nový Malín                     | 3 647          | okres Šumperk          |                                 |
| 27.    | Velké Přílepy                  | 3 601          | okres Praha-západ      |                                 |
| 28.    | Moravany                       | 3 554          | okres Brno-venkov      |                                 |
| 29.    | Svatobořice-Mistřín            | 3 549          | okres Hodonín          |                                 |
| 30.    | Palkovice                      | 3 535          | okres Frýdek-Místek    |                                 |
| 31.    | Hrušovany u Brna               | 3 518          | okres Brno-venkov      |                                 |
| 32.    | Zruč-Senec                     | 3 494          | okres Plzeň-sever      |                                 |
| 33.    | Rohatec                        | 3 474          | okres Hodonín          |                                 |
| 34.    | Ostrožská Nová Ves             | 3 401          | okres Uherské Hradiště |                                 |
| 35.    | Tlučná                         | 3 390          | okres Plzeň-sever      |                                 |
| 36.    | Nivnice                        | 3 378          | okres Uherské Hradiště |                                 |
| 37.    | Strání                         | 3 341          | okres Uherské Hradiště |                                 |
| 38.    | Velké Popovice                 | 3 329          | okres Praha-východ     |                                 |
| 39.    | Rapotín                        | 3 316          | okres Šumperk          |                                 |
| 40.    | Líbeznice                      | 3 301          | okres Praha-východ     |                                 |
| 41.    | Střelice                       | 3 283          | okres Brno-venkov      |                                 |
| 42.    | Dobrá                          | 3 263          | okres Frýdek-Místek    |                                 |
| 43.    | Libina                         | 3 254          | okres Šumperk          |                                 |
| 44.    | Jirny                          | 3 253          | okres Praha-východ     |                                 |
| 45.    | Háj ve Slezsku                 | 3 239          | okres Opava            |                                 |
| 46.    | Velký Týnec                    | 3 205          | okres Olomouc          |                                 |
| 47.    | Kobeřice                       | 3 197          | okres Opava            |                                 |
| 48.    | Vestec                         | 3 195          | okres Praha-západ      |                                 |
| 49.    | Zeleneč                        | 3 178          | okres Praha-východ     |                                 |
| 50.    | Luka nad Jihlavou              | 3 172          | okres Jihlava          | městys                          |
| 51.    | Štěpánkovice                   | 3 160          | okres Opava            |                                 |
| 52.    | Kozlovice                      | 3 135          | okres Frýdek-Místek    |                                 |
| 53.    | Čerčany                        | 3 133          | okres Benešov          |                                 |
| 54.    | Lutín                          | 3 132          | okres Olomouc          |                                 |
| 55.    | Vrdy                           | 3 118          | okres Kutná Hora       |                                 |
| 56.    | Zašová                         | 3 084          | okres Vsetín           |                                 |
| 57.    | Zbůch                          | 3 080          | okres Plzeň-sever      |                                 |
| 58.    | Dolní Bojanovice               | 3 076          | okres Hodonín          |                                 |
| 59.    | Bašť                           | 3 068          | okres Praha-východ     |                                 |
| 60.    | Chotěšov                       | 3 048          | okres Plzeň-jih        |                                 |
| 61.    | Mukařov                        | 3 024          | okres Praha-východ     |                                 |
| 62.    | Jedovnice                      | 2 999          | okres Blansko          | městys                          |
| 63.    | Srubec                         | 2 998          | okres České Budějovice |                                 |
| 64.    | Bludov                         | 2 996          | okres Šumperk          |                                 |
| 65.    | Stará Ves nad Ondřejnicí       | 2 992          | okres Ostrava-město    |                                 |
| 66.    | Křemže                         | 2 989          | okres Český Krumlov    | městys                          |
| 67.    | Starý Jičín                    | 2 987          | okres Nový Jičín       |                                 |
| 68.    | Postřelmov                     | 2 962          | okres Šumperk          |                                 |
| 69.    | Dolany                         | 2 961          | okres Olomouc          |                                 |
| 70.    | Vlčnov                         | 2 956          | okres Uherské Hradiště |                                 |
| 71.    | Červená Voda                   | 2 954          | okres Ústí nad Orlicí  |                                 |
| 72.    | Čeladná                        | 2 931          | okres Frýdek-Místek    |                                 |
| 73.    | Ořechov                        | 2 915          | okres Brno-venkov      |                                 |
| 74.    | Vnorovy                        | 2 914          | okres Hodonín          |                                 |
| 75.    | Opatovice nad Labem            | 2 912          | okres Pardubice        |                                 |
| 76.    | Mokrá-Horákov                  | 2 908          | okres Brno-venkov      |                                 |
| 77.    | Šťáhlavy                       | 2 901          | okres Plzeň-město      |                                 |
| 78.    | Strančice                      | 2 899          | okres Praha-východ     |                                 |
| 79.    | Lužice                         | 2 894          | okres Hodonín          |                                 |
| 80.    | Líně                           | 2 886          | okres Plzeň-sever      |                                 |
| 81.    | Dolní Němčí                    | 2 866          | okres Uherské Hradiště |                                 |
| 82.    | Suchdol nad Odrou              | 2 850          | okres Nový Jičín       | městys                          |
| 83.    | Průhonice                      | 2 846          | okres Praha-západ      |                                 |
| 84.    | Vřesina                        | 2 820          | okres Ostrava-město    |                                 |
| 85.    | Strašice                       | 2 811          | okres Rokycany         |                                 |
| 86.    | Litvínovice                    | 2 793          | okres České Budějovice |                                 |
| 87.    | Tuchlovice                     | 2 792          | okres Kladno           |                                 |
| 88.    | Velká nad Veličkou             | 2 791          | okres Hodonín          | obec s pověřeným obecním úřadem |
| 89.    | Trojanovice                    | 2 758          | okres Nový Jičín       |                                 |
| 90.    | Vrané nad Vltavou              | 2 704          | okres Praha-západ      |                                 |
| 91.    | Proboštov                      | 2 700          | okres Teplice          |                                 |
| 92.    | Kamenný Újezd                  | 2 694          | okres České Budějovice |                                 |
| 93.    | Horka nad Moravou              | 2 679          | okres Olomouc          |                                 |
| 94.    | Moravská Nová Ves              | 2 659          | okres Břeclav          | městys                          |
| 95.    | Dobrá Voda u Českých Budějovic | 2 652          | okres České Budějovice |                                 |
| 96.    | Sulice                         | 2 635          | okres Praha-východ     |                                 |
| 97.    | Velký Osek                     | 2 619          | okres Kolín            |                                 |
| 98.    | Dolní Dobrouč                  | 2 597          | okres Ústí nad Orlicí  |                                 |
| 99.    | Tišice                         | 2 574          | okres Mělník           |                                 |
| 100.   | Hovorčovice                    | 2 571          | okres Praha-východ     |                                 |